# Biatriospora
Biatriospora — рід грибів. Назва вперше опублікована 1986 року.

## Класифікація
До роду Biatriospora відносять 6 видів:
- Biatriospora antibiotica
- Biatriospora carollii
- Biatriospora mackinnonii
- Biatriospora marina
- Biatriospora peruviensis
- Biatriospora yasuniana